# 岩を打つモーセ
『岩を打つモーセ』（いわをうつモーセ、露: Моисей, иссекающий воду из скалы、英: Moses Striking the Rock）は、17世紀フランスの巨匠ニコラ・プッサンが1649年にキャンバス上に油彩で制作した絵画で、彼の友人であった画家のジャック・ステラのために描かれた。主題は『旧約聖書』の「出エジプト記」 (17章6) から採られており、モーセの起こした奇跡が描かれている。作品は1779年にホートン・ホールのウォルポール・コレクションから購入されて以来、サンクトペテルブルクのエルミタージュ美術館に所蔵されている。

## 作品
「出エジプト記」によれば、この絵画の情景は『マナの収集』 (ルーヴル美術館、パリ) に続くモーセの逸話である。飢えを満たしたイスラエルの民は今度は飲み水に苦しむようになり、モーセに不平をいった。画面左手中央に「ホレブ」という名の岩があり、この場所は「マッサ」、または「メリバ」と呼ばれる。岩の前で右手に棒を持っているのがモーセである。彼が神の言葉通り岩を棒を叩くと、岩が2つに割れた。はたして水が大量に湧き出し、すでに前景で流れをなしている。
本作で、プッサンは起きた奇跡を描くだけでなく、砂漠での難民の悲劇を伝えようとした。17世紀イタリアの美術理論家ジョヴァンニ・ピエトロ・ベッローリは、この絵画について大変詳しい分析をしている。画面は3分割され、逸話の最重要の瞬間に焦点が当てられている。右側前景には、苦悶と絶望の中、喉の渇きで死にそうな女性、子供、老人など、災いに最も弱い人々がいる。右端には母親と幼子がおり、母親の膝には立ち上がる気力もない妹が横たわる。彼らの後ろには老いた父親、そして、その膝上に横たわる老いた母親がおり、父親の背後には息子がいる。その父親の求めに振り返って応じようとする娘が、水を入れてもらおうと左手の夫に壺を手渡そうとしている。中央には兵士がおり、懸命に泉のほうへと急ぎ、壺に水を集めている。この情景は場面のクライマックスとなっている。左側には、人々を死から救済した神の奇跡に讃嘆の声を上げるモーセとアロン、イスラエル人の長老たちが見える。
画面の中に、プッサンは死への恐怖、焦燥、驚きと感謝といった様々な情念の相を描ききっている。この絵画は彼の最良の作品の1つに数えられ、すでに同時代の人々に高く評価された。絵画をもとにした多くの複製やエングレービングがその人気の高さを証言している。